# الفتيح (الرقة)
الفتيح قرية سورية تتبع ناحية مركز الرقة في منطقة مركز الرقة في محافظة الرقة. بلغ عدد سكانها 390 نسمة في عام 2004 حسب إحصاء المكتب المركزي للإحصاء.